# Henri Heuse
Henri Gustave Paul Heuse (Luik, 4 april 1892 - 10 oktober 1948) was een Belgisch volksvertegenwoordiger.

## Levensloop
Heuse was een zoon van volksvertegenwoordiger Paul Heuse en van Marie Marechal. Hij was oorlogsvrijwilliger 1914-18, promoveerde tot doctor in de rechten in 1919 en werd advocaat aan de balie van Luik.
In zijn jonge jaren was hij voorzitter van de Liberale Jonge Wacht in Luik en in 1919-1920 nationaal voorzitter. Vanaf 1921 was hij gemeenteraadslid in Luik. In september 1944 volgde hij de overleden volksvertegenwoordiger Désiré Horrent op als liberaal parlementslid voor het arrondissement Luik. Hij vervulde dit mandaat tot aan de wetgevende verkiezingen van 1946.
Heuse was een bekend advocaat en vestigde daarnaast een reputatie als historicus.

## Publicaties
- A Liège "au fameux temps du Grand Napoléon", Luik, 1928.
- Comment Charles Rogier fut avocat, in: Journal des Tribunaux, 1930.
- Les Gens de robe liégeois et la Révolution de 1830, Luik, 1931.
- Lettres de Grognards. Edition illustrée et commentée par Emile Fairon et Henri Heuse, Luik, 1936.
- Pages de petite histoire: France et Wallonie 1789-1830, Luik, 1936.
- Vieux procès, vieux arrêts, Brussel, 1940
- Note sur l'administration de la justice à Huy en l'An IV, in: Annuaire d'histoire liégeoise, 1945.